# Хачатур Кечареци
Хачату́р Кечареци́ (арм. Խաչատուր Կեչառեցի; около 1260—1331) — армянский поэт и учёный.

## Жизнь и творчество
Биографические данные скудны. Настоятель Кечарисского монастыря. Был поборником сохранения традиции армянской национальной церкви в тяжелую эпоху монгольского владычества. Автор лирических стихов, «Плача» (арм. «Վասն աւերման տանս արևելեան») об исторических судьбах народа. Последний написан около 1295 году. Наследие Кечареци невелико, но многообразно: духовные песни, апокрифические повествования, многочисленные четверостишия (кафы) философского характера и т.д.. Поэзия Кечареци не абстрактна, автор воспевает реальные чувства и размышления, отображает противоборствующие силы трудной эпохи.  Писал в основном на среднеармянском литературном языке, хотя применял также классический древнеармянский. Использовал форму стихосложения народной поэзии.
Стихотворения Хачатура Кечареци переведены на русский язык.
Бренное тело корила душа,

Телу, скорбя, говорила душа:

"Грешное ты все соблазны познало 

Этого мира, где святости мало.

Ты и меня погубило грехами,

Ввергнуло в неугасимое пламя.

Ты и в аду, не избегнув огня,

Будешь терзаться и мучить меня".

Тело ответило: "Полно, душа,

Я - во служение, а ты - госпожа.

Ложно, неправо меня не суди,

Раны кровавые не береди.

Конь я, и ты оседлала меня,

Гонишь куда ни попало коня.

Все по твоей совершается воле,

В мире я - горсточка праха - не боле...

## См.также
- Армянская литература